# Chiesa di San Donato (Brovello-Carpugnino)
La chiesa di San Donato è la parrocchiale di Carpugnino, frazione di Brovello-Carpugnino, in provincia del Verbano-Cusio-Ossola e diocesi di Novara; fa parte dell'unità pastorale del Vergante.

## Storia
Il luogo di culto originario, sviluppato su un impianto a navata unica, fu costruito nell'XI secolo, ma la più antica testimonianza della sua esistenza risale al 1169. Nel corso del Trecento la chiesa fu parzialmente riedificata in forme romanico-gotiche e ingrandita, affiancando a quella centrale le due navatelle laterali.
Tra il XVI e il XVII secolo il tempio fu modificato e ampliato, con la costruzione dell'esonartece in facciata e di due ambienti ai fianchi dell'aula.
Nel 1780 di fronte al prospetto principale fu realizzato un grande sagrato, contornato da quattordici cappelle della Via Crucis.
Nel XIX secolo l'antico campanile medievale adiacente all'edificio fu colpito da una saetta, che ne provocò il crollo; al suo posto, fu eretta una nuova torre campanaria in pietra. Nel 1902 la chiesa venne dichiarata monumento nazionale.

## Descrizione

### Esterno
La facciata a salienti della chiesa, rivolta a ponente, è preceduta da un portico, il quale si apre frontalmente su tre archi sorretti da colonnine tuscaniche, e presenta in basso i tre portali d'ingresso, di cui quello di destra inscritto in un arco a sesto acuto e quello di sinistra sormontato da un oculo, mentre sopra si aprono due bifore e corre una fila di archetti pensili.
Annesso alla parrocchiale è il campanile a base quadrata, suddiviso in più registri da cornici marcapiano; la cella presenta su ogni lato una monofora a tutto sesto ed è coperta dal tetto a quattro falde.

### Interno
L'interno dell'edificio si compone di tre navate, separate da pilastri sorreggenti degli archi, sopra i quali corre la trabeazione aggettante su cui si impostano le volte; al termine dell'aula si sviluppa il presbiterio, rialzato di tre gradini, delimitato da balaustre e chiuso dall'abside semicircolare.